# Zero for Conduct
Zero for Conduct (englisch für Null als Leitung) ist eine Science-Fiction-Kurzgeschichte des australischen Schriftstellers Greg Egan, zuerst veröffentlicht in Twelve Tomorrows (einer speziellen Ausgabe des MIT Technology Review) bearbeitet von Stephen Cass im September 2013. Die Kurzgeschichte erschien ebenfalls in der Anthologie The Year’s Best Science Fiction: Thirty-First Annual Collection bearbeitet von Gardner Dozois im Juli 2014 sowie den Sammlungen The Best of Greg Egan im Jahr 2019 und Instantiation im Jahr 2020.

## Handlung
Latifa ist eine im Iran lebende afghanische Teenagerin und außerdem äußerst begabt in Chemie, was beides zu Mobbing in der Schule führt. Durch Beschäftigung mit dem virtuellen Online-Spiel ChemFactor, mit dem sich neue Moleküle und neue Konfigurationen finden lassen, hat sie in den letzten drei Jahren viel Zeit für deren Kunden gespart. Um unter dem Radar zu bleiben, hat sie ihre virtuelle Identität fünf Mal geändert, da ihre Leistungen von den Kunden normalerweise mit Rechenleistung belohnt werden. Mit dieser Rechenleistung und der Laborausstattung ihrer Schule gelingt ihr die Erschaffung des ersten Supraleiters bei Raumtemperatur. Aufgrund ihres Status schmiedet sie einen Plan, ein Patent für das neue Material als gewöhnlichen Magneten zu erhalten und erst danach dessen Geheimnis zu enthüllen.

## Übersetzung
Die Kurzgeschichte wurde ins Chinesische übersetzt.

## Auszeichnung
Zero for Conduct erreichte den 10. Platz beim Locus Award für die beste Novelette im Jahr 2014.

## Kritik
Russell Letson schreibt im Locus Magazine, dass die Kurzgeschichte ein sehr prozeduraler Bericht darüber sei, wie eine entschlossene kluge Teenagerin nicht nur eine bahnbrechende Technologie entwickelt, sondern auch herausfindet, wie sie sich kommerziell nutzen lässt, und das in einer anschaulich beschriebenen Umgebung der sich aus ihrem Geschlecht, Alter und Flüchtlingsstatus ergebenden Verletzlichkeiten („a very procedural account of how a determined and smart teenaged girl not only devises a breakthrough technology but figures out how to exploit it commercially – all the while navigating a setting that vividly outlines the vulnerabilities resulting from her gender, age, and refugee status“).
Salik Shah schreibt im Reactor Magazine, sich eine Filmadaption ähnlich zu Der Junge, der den Wind einfing (2019) von Chiwetel Ejiofor und geschrieben von William Kamkwamba vorstellen zu können, eventuell in der größeren Umgebung des ebenfalls im Iran spielenden Romans Zendegi (2010) von Greg Egan („imagine that this story could become a film along similar lines to Chiwetel Ejiofor’s The Boy Who Harnessed the Wind (2019, written by William Kamkwamba) or perhaps a storyline set in the larger world of a TV series based on Egan’s novel Zendegi (2010), also set in Iran“).
Publishers Weekly schreibt, dass das Talent von Greg Egan für gut gezeichnete Charaktere in der Kurzgeschichte durchscheine („Egan’s talent for creating well-drawn characters shines“).